# 小行星24219
小行星24219（24219 Chrisodom）是一颗绕太阳运转的小行星，为主小行星带小行星。该小行星于1999年12月19日发现。

## 轨道参数
小行星24219的轨道半长轴为330 181 906 km，2.2070983 UA，离心率为0.175。